# Delostichus coxalis
Delostichus coxalis är en loppart som först beskrevs av Rothschild 1909.  Delostichus coxalis ingår i släktet Delostichus och familjen Rhopalopsyllidae. Inga underarter finns listade i Catalogue of Life.